# Euxiphidiopsis damingshanensis
Euxiphidiopsis damingshanensis is een rechtvleugelig insect uit de familie sabelsprinkhanen (Tettigoniidae). De wetenschappelijke naam van deze soort is voor het eerst geldig gepubliceerd in 2014 door Shi en Han.